# YOUR SONG (湘南乃風の曲)
「YOUR SONG」（ユア・ソング）は、日本の音楽ユニット『湘南乃風』が「鎧武乃風」名義でリリースしたシングル。2014年7月16日にavex traxから発売された。

## 概要
『劇場版 仮面ライダー鎧武 サッカー大決戦!黄金の果実争奪杯!』の主題歌を収録したシングル。前作『JUST LIVE MORE』同様「鎧武乃風」名義での発売となっているため、14枚目のシングルとしてカウントされていない。
初回生産限定盤では、表題曲のミュージック・ビデオを収録したDVDが封入されていた。

## 収録曲
1. YOUR SONG
作詞：藤林聖子 、作曲・編曲：鳴瀬シュウヘイ）
  - 『劇場版 仮面ライダー鎧武 サッカー大決戦!黄金の果実争奪杯!』主題歌
2. YOUR SONG (“戦国”Orchestra EDIT)
3. YOUR SONG (instrumental)

### DVD
※初回限定盤のみ
1. 「YOUR SONG 」 -Music Video-